# Eve Tharlet
Eve Tharlet est une dessinatrice de bande dessinée et illustratrice française d'ouvrages pour la jeunesse née le 5 juillet 1956 à Mulhouse. Elle est surtout connue pour Monsieur Blaireau et Madame Renarde, série jeunesse portée à la télévision, ainsi que pour la série Fenouil.

## Biographie
Née à Mulhouse en 1956, Eve Tharlet grandit en Allemagne puis passe par l'École supérieure des arts décoratifs de Strasbourg. Elle se déclare passionnée par l'univers de la petite enfance. Elle travaille 10 ans pour la revue suisse Yakari puis 8 ans chez Milan Presse. Elle a signé plus de 130 livres au cours de sa carrière jusqu'en 2017. En parallèle de ses activités dans l'édition, elle intervient dans des écoles et anime des ateliers pour enfants.
Elle illustre de nombreux ouvrages pour la jeunesse, comme la série Fenouil, « petit lapin turbulent mais doté d'un grand cœur », sur des textes de Brigitte Weninger (Éditions Nord Sud). Les « aventures à la fois drôles et tendres » de Fenouil sont, en 1998, traduites dans huit langues et font l'objet de produits dérivés.
À partir de 2000, elle collabore avec la scénariste Brigitte Luciani pour plusieurs séries animalières publiées chez Dargaud : Monsieur Blaireau et Madame Renarde, Cassis, La Famille Blaireau-Renard, « une spin-off à vocation franchement didactique ». Monsieur Blaireau et Madame Renarde aborde le sujet des familles recomposées à travers l'histoire de M. Blaireau avec ses trois enfants et Mme Renard et sa fille. La dessinatrice, selon BDZoom, combine « la douceur et la délicatesse du trait à la luminosité des planches aquarelles ». Cassis, bébé blaireau et plus jeune enfant de M. Blaireau, fait l'objet de sa propre série. La Famille Blaireau-Renard est « préconisée par le ministère de l'Éducation nationale français pour la lecture à l'école ». En 2011, lors du festival bd BOUM, l'univers de Monsieur Blaireau et Madame Renarde fait l'objet d'une exposition à la Halle aux grains.
À partir de 2018, la série Monsieur Blaireau et Madame Renarde est adaptée en dessin animé pour la télévision dans l'émission Les Zouzous sur France 5,. Le Monde estime que la série « dispense avec humour et délicatesse une belle leçon de tolérance ».

### Vie familiale
Après avoir vécu à Priziac, Eve Tharlet s'installe à Quimperlé ; elle est mère de deux fils et vit avec Frank Le Gall, auteur de bande dessinée.

## Œuvres

### Bande dessinée
- Monsieur Blaireau et Madame Renarde, scénario de Brigitte Luciani, Dargaud

1. La Rencontre[15], 2006  (ISBN 2-205-05678-6)
2. Remue-ménage, 2007  (ISBN 978-2-205-05926-7)
3. Quelle équipe ![16], 2009  (ISBN 978-2-205-06238-0)
4. Jamais tranquille ![17], 2010  (ISBN 978-2-205-06351-6)
5. Le Carnaval, 2012  (ISBN 978-2-205-06783-5)
6. Le Chat sauvage, 2016  (ISBN 978-2-205-07445-1)

- Cassis, scénario de Brigitte Luciani, Dargaud

1. Cassis veut jouer, 2014  (ISBN 978-2-205-07217-4)
2. Cassis a peur, 2014  (ISBN 978-2-205-07218-1)

- La famille Blaireau-Renard, scénario de Brigitte Luciani, Dargaud

1. La Famille Blaireau-Renard présente les émotions[18], 2018  (ISBN 978-2-205-07784-1)
2. Les arbres, 2019  (ISBN 978-2-205-07785-8)
3. Vivre ensemble !, 2020  (ISBN 978-2-205-08505-1)

### Autres ouvrages
- Le crocodile, Cerf-Bohem press, coll. « Le Trèfle à quatre feuilles », 1983  (ISBN 2-204-02044-3)
- Un Drôle de petit vélo, texte de Jean-Pierre Fily, Lito, 1984 (BNF 34765453)
- Les Trois chats de Félicie, texte de Geneviève Huriet, Grasset, 1985  (ISBN 2-246-35401-3)
- Christine et la sardine, texte d'Hélène Ray, Bordas, 1986  (ISBN 2-04-016579-7)
- La Ronde des jours, texte d'Hélène Ray, Bordas, 1986  (ISBN 2-04-016585-1)
- Tous à la mer, textes de Brigitte Luciani, Neugebauer - Nord Sud, 2000  (ISBN 9783314212635) (BNF 37098110)

Adaptation d'ouvrages de la Comtesse de Ségur
Série Fenouiltextes de Brigitte Weninger, Éd. Nord-Sud
- Fenouil, reviens ![19], 1996  (ISBN 3-314-20963-0)
- Fenouil, tu exagères ![20], 1996  (ISBN 9783314209703)
- Une petite sœur pour Fenouil, 1997  (ISBN 9783314210631)
- Le gros chagrin de Fenouil[21], 1998  (ISBN 9783314211034)
- Le Noël de Fenouil, 1998  (ISBN 9783314211492)
- Fenouil, on n'est plus copains !, 1999  (ISBN 9783314211751)
- Plus que trois jours, Fenouil !, 2000  (ISBN 9783314213236)
- Joyeuses Pâques, Fenouil !, 2001  (ISBN 9783314213595)
- Une petite sœur pour Fenouil, 2001  (ISBN 9783314213823)
- Quelle frousse, Fenouil !, 2002  (ISBN 9783314215346)
- Il faut consoler Fenouil !, 2004  (ISBN 9783314217364)
- Fenouil, parole de lapinou !, 2005  (ISBN 9783314218262)
- Fenouil footballeur, 2008  (ISBN 9783314219405) (BNF 41274604)

## Récompenses
Tous à la mer
- prix Jeunesse du Salon du Livre maritime à Concarneau[2]

Pour Monsieur Blaireau et Madame Renarde
- 2008 : Prix Bull'gomme 53 (remis par le Conseil général de la Mayenne)[22] ;
- 2011 : prix de la Ligue de l'enseignement pour le jeune public au festival Bd BOUM[23].